# Een pop met koorts
Een pop met koorts is een hoorspel van Ton van Reen. De NCRV zond het uit op vrijdag 11 april 1969. De regisseur was Ab van Eyk. De uitzending duurde 33 minuten.

## Rolbezetting
- Piet Ekel (Tomdooly, een pop)
- Trudy Libosan (zuster Jennifer, de nachtverpleegster)
- Tonny Foletta (de vliegtuigmaker, een patiënt)
- Kommer Kleijn (opa, een patiënt)
- Hans Veerman (dokter & verteller)

## Inhoud
Het volksgeloof wil, dat het verplegende personeel van een psychiatrische kliniek gevaar loopt te worden aangetast door de veelheid van afwijkingen waarmee het wordt geconfronteerd. Op dit verzinsel is de plot van Een pop met koorts gebaseerd. Er liggen een aantal geestelijk gestoorden bijeen op de slaapzaal van een inrichting. Hun klinisch beeld is een vlucht uit de werkelijkheid. De verpleegster die de nachtwake heeft, kan kennelijk de situatie niet aan. De vraag is nu: is het meisje zelf een patiënt? Wil de luisteraar hierop een goed antwoord geven, dan moet hij de geschetste situatie transponeren naar het maatschappijbeeld dat de auteur waarschijnlijk voor ogen stond toen hij zijn tekst schreef. Ook het vraagstuk van een hiernamaals komt aan de orde. De hel is opgevat in de Sartriaanse zin van “de anderen” en de hemel is een “speelgoedland”. Wie daar hoopt te belanden, moet eerst een kuur ondergaan…